# Scatopsciara simillima
Scatopsciara simillima är en tvåvingeart som först beskrevs av Risto Kalevi Tuomikoski 1960.  Scatopsciara simillima ingår i släktet Scatopsciara och familjen sorgmyggor.
Artens utbredningsområde är Finland. Arten är reproducerande i Sverige. Inga underarter finns listade i Catalogue of Life.